# IBM Q System Two
IBM Quantum System Two é o primeiro sistema de computação quântica modular em escala de utilidade, revelado pela IBM em 4 de dezembro de 2023.
É o sucessor do IBM Quantum System One.
Ele contém três processadores IBM Quantum Heron, que podem ser ampliados devido à sua modularidade, e posteriormente atualizados para novas QPU's, pois é totalmente atualizável.
Para sua máxima eficiência, é necessário resfriá-lo a uma temperatura de 2,7 K (-270,45 °C).

## Uso atual
A IBM declarou que seus clientes e parceiros estão utilizando seus sistemas de mais de 100 qubit para avançar a ciência.

## Futuro
A IBM afirmou que sua tecnologia de acoplamento quântico permitirá que várias unidades do IBM Quantum System Two se conectem, criando sistemas capazes de executar 100 milhões de operações em um único circuito quântico, e posteriormente um bilhão de operações, até 2033.